# Aeroportul Rafaï
Aeroportul Rafaï (IATA: RFA, ICAO: FEGR) este un aeroport din Mbomou, Republica Centrafricană ce deservește zona Rafaï. A fost numit după zona deservită.
Situat la o altitudine de 537 m, aeroportul dispune de o singură pistă.